# Embriološke strukture muškog i ženskog pola
Embriološke strukture muškog i ženskog pola, uključujući i reproduktivne organe imaju zajedničko poreklo iz istih klicinih listova i njihovo dobro poznavanje porekla, anatomije, sličnosti i razlika između muške i ženske karlice bitan je preduslov za hirurge koji se bave rekonstrukcijom genitalija kod pacijenata.

## Embriološke strukture muškog i ženskog pola
| Emriološke strukture    | Muško                                                                       | Žensko                                                                           |
| ----------------------- | --------------------------------------------------------------------------- | -------------------------------------------------------------------------------- |
| Indiferntna gonada      | Testis                                                                      | Jajnik                                                                           |
| Korteks                 | Seminiferni tubuli                                                          | Ovarijalni folikuli                                                              |
| Medula                  | Rete testis                                                                 | Rete ovarijuma                                                                   |
| Gubernakulum            | Gubernakulum testisa                                                        | Ovarijalni i okrugli ligament uterusa                                            |
| Mezonefrični tubuli     | Eferentni duktuli                                                           | Epoophoron, Paroophoron                                                          |
| Mezonefrični duktus     | Apendiks epididimisa, duktus epididimis, ejakulatorni duktus, semene kesice | Appendix vesiculosa, duktus epoophorona, Gartnerov duktus                        |
| Paramezonefrični duktus | Apendiks testisa                                                            | Hidatida Morgagni, jajovod, uterus                                               |
| Urogenitalni sinus      | Bešika, uretra, prostatični utrikulus, prostata i bulbouretralne glandule   | Bešika, uretra, vagina, uretralne, parauretralne i najveće vestibularne glandule |
| Sinus tuberculus        | Kolikulus seminalis                                                         | Himen                                                                            |
| Falus                   | Penis                                                                       | Klitoris                                                                         |
| Urogenitalni pregib     | Ventralna strana penisa                                                     | Labia minora                                                                     |
| Labioskrotalni nabori   | Skrotum                                                                     | Labia majora                                                                     |

U prvih šest nedelja od začeća ne postoji razlika u izgledu muškog i ženskog fetusa. U zavisnosti od prisustva, odnosno odsustva testis determinišućeg faktora, nediferencirana gonada će se razviti u pravcu testisa ili u pravcu ovarijuma. 
U skladu sa tim, gonada koja se razvila u pravcu testisa, dejstvom androgena dovodi do diferencijacije ka muškom polu i virilizaciji spoljašnjih genitalija kod muškog fetusa. Sa druge strane, feminizacija spoljnih genitalija kod ženskog fetusa se dešava pasivno.

## Literatura
- Mijač M, Radonjić V. Spoljašnji polni organi muškarca. U Mijač M, Draganić V, Radonjić V. Anatomija čoveka – abdomen i karlica. Beograd. Savremena administracija, (2005). стр. 245-9.
- Devine, CJ Jr, Angermeier, KW. „Anatomy of the penis and perineum”. AUA Update Series. 13: 10—23. 1994..
- Clemente CD, ed. Gray’s Anatomy, 13th ed. Philadelphia: Lea & Febiger, (1985). стр. 1559-63.